# Piper supernum
Piper supernum är en pepparväxtart som beskrevs av Trel. & Yunck.. Piper supernum ingår i släktet Piper och familjen pepparväxter. Inga underarter finns listade i Catalogue of Life.